# ユニコ
『ユニコ』は、手塚治虫の児童向け漫画作品、および同作を原作としたアニメ作品、または作品の主人公である一角獣（ユニコーン）の子供の名前。

## 原作
- 1976年から1979年までの間、サンリオが発刊していた雑誌『リリカ』で連載。同誌はオールカラーかつ左開き、横文字組みのため本作もそれに合わせた構成となっている。
- 小学館の学年別児童向け雑誌『小学一年生』にて放浪型から家庭定着型キャラクターとした児童向けリメイクが1980年から1984年まで連載。
- 『いちご新聞』1983年8月号（186号）にて映画の宣伝のため、表紙と付録のポスターとなる。

### 単行本
リリカ版
- サンリオ
B5ワイド判前半フルカラー、後半白黒。
- スコラ
A5ワイド判全頁フルカラー。
- ソニーマガジンズ
スコラのコミック事業を引き継いだソニーマガジンからの再版、3巻セットで発売。
- 手塚治虫漫画全集（講談社）
全2巻、白黒。
- 手塚治虫文庫全集（講談社）
全1巻、白黒。

小学一年生版
- 小学館手塚治虫まんが絵本館
全2巻、フルカラー
- ぴっかぴかコミックス
全3巻、フルカラー
- 手塚治虫漫画全集（講談社）
全1巻、白黒。
- 手塚治虫文庫全集（講談社）「アトムキャット」内に収録
全1巻、白黒。

## 短編映画『ユニコ黒い雲と白い羽』
手塚治虫原作のリリカに掲載されたシナリオを映像化したもの。劇場用のパイロット版作品として製作されたが、劇場公開はされなかった。1979年製作。

### あらすじ
ユニコが西風によって置いていかれた町は、工場の出す煙によって環境が悪化して太陽も見えなくなっていた。ユニコは重病を患う少女・チコの為に、青い空を取り戻そうと奮闘する。

### 声の出演
- ユニコ：岡浩也
- 西風の精ゼフィルス：岸田今日子
- チコ：松島みのり
- 黒雲：滝口順平
- ネズミ：肝付兼太
- おじいさん：有島一郎

### スタッフ
- 製作：辻信太郎
- 企画：津川弘
- プロデューサー：明田川進
- 原作・監修：手塚治虫
- 監督：平田敏夫
- 撮影監督：八巻磐
- 美術：阿部行夫
- キーアニメーター：山本繁、赤堀幹治、波多正美
- アニメーター：半田輝男、多賀深美、高橋春男、大西治子、宮本貞雄
- 背景：石川山子、金子真澄、門野真理子、吉田陽子、野谷顕次
- 録音：宮本隆
- 音楽：タケカワユキヒデ、ミッキー吉野
- 主題歌作詞：伊藤アキラ、奈良橋陽子
- 作曲：タケカワユキヒデ
- 編曲：ミッキー吉野
- 歌：加藤かつみ
- 演奏：ゴダイゴ、新室内楽協会
- 効果：柏原満
- 特殊効果：橋爪朋二
- タイトル：熊谷幸雄
- レリーフ製作：飯澤喜七
- 編集：古川雅士、尾形治敏
- 現像：東洋現像所
- 製作担当：浅利義美
- 協力：手塚プロダクション

### 主題歌
オープニングテーマ「どこから来たのユニコ」
作曲 - タケカワユキヒデ / 編曲 - ミッキー吉野 / 演奏　ゴダイゴ・新室内楽協会 / 歌 - 加橋かつみ

### 挿入歌
「大空のユニコ」
作曲 - タケカワユキヒデ / 編曲 - ミッキー吉野 / 演奏 - ゴダイゴ・新 室内楽協会 / 歌 - 加橋かつみ
「どんどん」
作曲 - タケカワユキヒデ / 編曲 - ミッキー吉野 / 演奏 - ゴダイゴ・新 室内楽協会 / 歌 - 加橋かつみ
「そして今日も」
作曲 - タケカワユキヒデ / 編曲 - ミッキー吉野 / 演奏 - ゴダイゴ・新 室内楽協会 / 歌 - 加橋かつみ

## 映画第一作『ユニコ』
1981年公開。雑誌連載をベースに、いくつかのストーリーをつないで1つの作品にしたもの。通常12コマ/秒のアニメでなく、ディズニー作品などと同じ劇場用24コマ/秒のフルアニメーションで、動きは通常のアニメよりも非常に滑らかである。なお映画化されたときのキャッチコピーは「ユニコから愛をとらないでください」である。細かい背景にキティちゃんやリトルツインスターズ（キキとララ）が描かれているシーンがある。
（サンリオ映画配給/90分/カラー、サンリオ/1981年3月14日封切）

### あらすじ
白い角と人々を明るく幸せにする力を持つ為に、人々の争いを簡単に解決してしまうことを問題視した神様たちの命令により、西風によって遠い地へと運ばれ忘却の谷に追放されたユニコ。そこでひとりぼっちの悪魔くんや、人間の身勝手さにより捨てられてもなお、人間を信じ、人間の少女になりたがっている猫・チャオと仲良くなるが…。

### 声の出演
- ユニコ：三輪勝恵

生まれつき白い角を持つユニコーンの子供。人々を幸せにする不思議な力を持っており、角は取れるようだがないと弱ってしまう。相手も自分も互いに（本当の友達という意味で）愛しあった時に奇跡を起こすことができ、大きく真っ白な角と体と翼をもった神々しいユニコーンへと変身する。また、ユニコ自身が本当に相手の願いを叶えたいと思った時にも不思議な力を発揮する。
神々から『誰もが苦労をせず幸せになっては良くないことだ』という理由で眠らさられている間に西風によって過酷な場所へ追放されそうになるが、西風の哀れみから悪魔しか住まないという地の果ての島に置いて行かれる。そこで長い間一人で暮らしていた悪魔くんに出会い、悪魔くんのわがままや意地悪さに付き合わされながらも本当の友達になる。だが、悪魔くんが幸せになり緑あふれる島になってしまったことで神々に居場所と西風の裏切りがばれてしまう。このことで西風は神々に新たに送り込まれた刺客・夜風から守るために悪魔くんと別れ、再びどこか別の場所の森へと移ることになる。そこで人間に捨てられてしまいバスケットで流されていた黒猫チャオと出会う。魔女のところで人間の女の子にしてもらうことが目的らしくそれに一緒に付いて行くことになる。
普通のおばあさんを魔女だと思いながらも2匹でそこにしばらく厄介になっていたが、チャオの『人間になりたい』という本当の願いをユニコは叶え人間の姿にさせる。チャオはおばあさんが叶えてくれたのだと思い大はしゃぎするが、ある時チャオが森の奥に住むゴースト男爵に誘われ、姿を消してしまう。その後を追って森へ探しに行き一度はチャオを助けるが再び攫われてしまう。そこで西風の精と連れて来られた悪魔くんに再会。西風の精から夜風の精が来る前にこの場を離れようとやってきたのだがチャオを助けるために少し時間がほしいと再び森の奥へ。そこでは捕縛されているチャオと不気味な笑いを浮かべるゴースト男爵の姿。一度はゴースト男爵を倒しチャオを助けるが、ついにゴースト男爵は本性を表し巨大な体をした悪魔へと変貌。みんなを守るためにユニコは再び立ち向かうが角を折られ倒れてしまう。大泣きしながら駆け寄るチャオと悪魔くん。だが、チャオと悪魔くんのユニコに一度与えられた願いをなくしてでも助かって欲しい、生き返って欲しいという心が奇跡を起こし大きなユニコーンへと変身、正体を表したゴースト男爵を倒す。しかし、「もう時間がほとんどない」という西風の精の言葉にユニコはこの場を離れることを決意。物陰から二人の姿を見納め幸せを願いつつ、西風の精とともに新たな地へと旅立っていく。
- チャオ：杉山佳寿子

小川にバスケットごと流されていた黒猫。後ろの逆さに結ばれた赤いリボンがチャームポイント。元は飼い猫だったらしいが捨てられてしまったらしい。魔女にかなり憧れており、魔女の弟子になっていつかは自分も魔女になるのが夢。たまたま出会ったユニコとともに森の奥に住んでいたおばあさんのところにやってきた。
思い込みが激しいもののなんだかんだで人を思い遣る心優しい性格で、おばあさんを見捨てられない姿が多い。
- 悪魔くん：堀絢子

悪魔だけしか住まないという草木が一切生えない地の果ての島にいる悪魔の子供。本来は『孤独』の悪魔であり、雷を操る力を持つが、本人の力はまだ未熟。長い間を一人で過ごしてきたため『友達』『誰かと遊ぶ』という概念が少しずれており、『助ける』ということは意味すらも知らなかった。ただし『約束は必ず守る』というのだけは父親からしっかり教えてもらっていたようだ。また父親が立派な角を持っていたらしく自身が持っていないことに対してかなりのコンプレックスを持っており、友達になりたがっていたユニコから『一日角を借りる代わりに一日友達になる』という条件でユニコの角を貸してもらい、あまりの嬉しさで羽目をはずしてしまいユニコを海に落としてしまう（意図的に落としたわけではない）。だが、まだ一日が経っていないことや助ける意味が分からないこと、塩水が苦手なことからこれを放置。寝床で一日を表す砂時計で待っていたが結局時計を壊し『一日たったら角を返す』『約束は必ず守る』信念のもと、塩水が苦手な中溺れているユニコを助けに。角を返した後溺れ死にしそうになるが、その行動により『悪魔くんに愛された（友達という意味で）』ユニコーンに変身したユニコに助けてもらい更にその証拠として角を与えられた。それ以降ユニコと本当の友達になるが、神々たちにユニコの居場所を知られてしまい、挨拶もままならず西風によってユニコと引き離されてしまう。同じく悪魔であるため、ゴースト伯爵の本性に気付く。水木しげるの作品である『悪魔くん』とは無関係。
- 西風：倍賞千恵子

ある程度擬人的な姿を持つ風の精霊（映画第二作では西風の精表記）。神様たちの命令により、ユニコの力が及ばない地へと彼を運ぶが、そんな彼への仕打ちを憐れんでおり幸せを願っている言葉を投げかけている。
- ゴースト男爵：井上真樹夫

本作の敵役。普段は、長髪の紳士の姿でいるが、本性は巨大な体躯の悪魔。チャオの歌を気に入り、館に招いた。
- おばあさん：中西妙子

森の奥の小屋で暮らしていたおばあさん。老齢で足腰が弱い。チャオからは魔法使いと勘違いされた。畑を持っているらしく、芋をよく取ってくる。一人暮らしが長いためか、子猫のチャオやユニコだけでなく人の姿となったチャオも快く受け入れてくれる。
- 夜風：来宮良子
- 神様たち：永井一郎、八奈見乗児、田の中勇、矢田耕司
- ナレーション：イルカ

### スタッフ
- 製作：辻信太郎
- 原作・監修：手塚治虫
- 設定：丸山正雄、斉藤次郎
- 監督：平田敏夫
- 脚本：辻真先
- 作画監督：杉野昭夫
- 美術：男鹿和雄
- 設定協力：村野守美、川尻善昭
- 撮影監督：八巻磐
- 効果：柏原満
- 録音監督：宮本隆
- 音楽ディレクター：北山良
- 作曲：佐藤允彦
- タイトル：マキ・プロ
- 現像：東京現像所
- 制作協力：マッドハウス
- 制作、著作：株式会社サンリオ

### 主題歌
エンディング 「愛こそすべて」
作詞 - 山川啓介 / 作曲・編曲 - 佐藤充彦 / 歌 - BUZZ、島澄江

### 挿入歌
「ユニコのテーマ」
作詞・歌 - イルカ / 作曲 - 佐藤充彦、イルカ / 編曲 - 佐藤充彦
「本当は淋しくて…」
作詞・作曲・歌 - イルカ / 編曲 - 佐藤充彦
「チャオの黒猫の唄」
作詞 - 手塚治虫 / 作曲・編曲 - 佐藤充彦 / 歌 - 杉山佳寿子
「魔女猫チャオ」
作詞・歌 - イルカ / 作曲 - 佐藤充彦、イルカ / 編曲 - 佐藤充彦

## 映画第二作『ユニコ 魔法の島へ』
1983年公開。手塚治虫によるシナリオを、村野守美がアレンジして映像化。シナリオは手塚治虫漫画全集別巻MT386『手塚治虫シナリオ集』に収録されている。人間を人形にする魔法使いのククルックとの戦いを描いた作品。
（サンリオ映画配給/91分/カラー、サンリオ/1983年7月16日封切）

### あらすじ
西風によって、とある島に置いていかれたユニコ。この村では、魔法使い・ククルックの弟子・トルビーが、森の動物や村人を生き人形に変えていた。ユニコは皆を元に戻す為、トルビーの妹・チェリーと共に、ククルックが住む、ふいご島に向かう。

### 登場人物
- ユニコ：三輪勝恵

小さなユニコーンの男の子。今作ではチェリーと共に生き人形にされた人間を元に戻すため、ふいご島へ向かう。
- チェリー：島本須美

トルビーと山猫に追われたユニコが流れ着いた街で、傷ついたユニコを看病した女の子。とても心優しく、3年前に家を飛び出した兄・トルビーを心配している。
- トルビー：池田秀一

チェリーの兄。魔法使いになるため3年前に家出、ククルックに弟子入りする。魔法の力で幸せになれると考えており、そのことで父親と対立している。
- マルス：つかせのりこ

スフィンクスの息子。ユニコとチェリーがスフィンクスの谷へ向かった際、母スフィンクスは不在だったので彼が応対をしている。お調子者でちょっぴり小心者。
- 山猫：永井一郎

森のボス猫。トルビーに威張り散らすも子分の猫が生き人形にされてしまったため、恐れをなしてトルビーの子分になる。耳の小箱に小鳥とカエルを入れウォークマンのように聴いている。
- 山猫の子分A：緒方賢一
- 山猫の子分B：峰恵研
- チェリーの父：原田一夫
- チェリーの母：太地琴恵

トルビーとチェリーの両親。父親は「人は働いて幸せになる。」と考えており、そのことで対立したトルビーは家出をしてしまった。チェリーの前ではトルビーの話で不機嫌になるも、それもまた彼を心配するが故である。
- 木馬：槐柳二

人間によって捨てられた物が集まる地の果てに住むもの。1000年も前にたどり着いている。ユニコにククルックの倒し方のヒントを与えた。
- 西風の精：鈴木弘子

- ククルック：常田富士男

トルビーの師で、とても強く恐ろしい魔法使い。その正体は、昔、とある人形劇団で使われていた悪役専門の操り人形。操り糸が絡まって使いものにならなくなり、棄てられて地の果てに流れついた。地の果てで、ほんの少しだけ当たる陽光と、300年の時間が、ククルックに命と心と魔法の力を与える。
ククルックの魔法は人間への恨みと憎しみが原動力。皮肉にも、その恨みと憎しみの心が消える時が、ククルックが命の無い人形に戻る時であった。しかし人形に戻ったククルックの顔は、昔の、魔女のお婆さんのようなそれではなく、無垢な子供のようであった。
木馬曰く「ククルックの倒し方は知らないが、愛と勇気があれば魔法に勝てる」とのこと。

### スタッフ
- 製作：辻信太郎
- 原作、構成：手塚治虫
- 構成、脚本・監督：村野守美
- 画面構成：川尻善昭
- 作画監督：富沢和雄
- 美術監督：青木勝志
- 撮影監督：八巻磐、石川欽一
- 音響監督：浦上靖夫
- 効果：柏原満
- 音楽監督：北山良
- 作曲：青木望
- 助監督：広川和之
- タイトル：マキ・プロ
- 現像：東京現像所
- 製作協力：マッドハウス
- 制作、著作：株式会社サンリオ

### 主題歌
エンディング「ドレミファ・ララバイ」
作詞 - 山川啓介 / 作曲 - 森山良子 / 編曲 - 青木望 / 歌 - 白鳥英美子

### 挿入歌
「愛のテーマ」
作詞 - 山川啓介 / 作曲 - 森山良子 / 編曲 - 青木望 / 歌 - 白鳥英美子

## Bee TV版
- 2012年8月1日に全20話で放送され、1話約6分。

ムービーコミックで描かれる。

### キャスト
- ユニコ（声 - 水樹奈々）
- ビーナス（声 - 豊口めぐみ）
- チャオ（声 - 深町彩里）
- ティピ（声 - 宮田幸季）
- ゼフィルス、ナレーション（声 - 麻生かほ里）

### スタッフ
- 原作：手塚治虫
- 企画：柳崎芳夫、高橋利明
- プロデューサー：龍貴大、平木美和
- 演出：鳥尾美里
- 映像効果：村上愛
- 音響効果：田久保貴昭、牧瀬能彦
- 協力：手塚プロダクション
- 制作協力：アックス、TIP TOP
- 制作：東通
- 製作：Bee TV

## 『ガラスの地球を救え ユニコ特別編』
京都の駅ビルの中にあった手塚治虫ワールド（2011年1月16日閉館）という劇場があり、そこで上映されていたオリジナル短編アニメの1つ。2000年7月20日公開、上映時間15分。

### キャスト
- ユニコ：矢島昌子
- 翼：高戸靖広
- スフィンクス：麻上洋子
- 時の精：熊谷ニーナ
- 女神：篠原恵美
- 水の精：笠原留美
- 欲魂：銀河万丈
- 西の風：熊谷ニーナ

### スタッフ
- 脚本：森田真由美
- 監督・演出：西田正義
- 作画監督：西田正義
- 原画：西田正義、吉村昌輝、三浦 厚也、片山 みゆき、細居 美恵子、岩佐 裕子、清水 健一、古瀬 昇
- 動画チェック：岡村 隆、田中 嘉
- 動画：北京写楽美術芸術品有限公司、畑 明日香、山口史生、中川航、金明珍、吉田綾、高柳富子、高森久美子、楊佩純、吉川友美子
- 美術：柴田正人、岩崎清宏、菅野孝信、長嶋哲彦、大橋則子、松本浩樹
- 背景：稲田香織、酒井良美、松崎みどり
- 色彩設定：小針裕子
- 仕上検査：小針裕子、岡野強、斎藤京子
- 仕上：北京写楽美術芸術品有限公司
- デジタル・プロセッサー：川添恵、油谷有美、吉田めぐみ
- 特殊効果：榊原豊彦
- タイトル・リスワーク：マキプロ
- 音楽制作：COMPANY AZA
- 作曲：小六禮次郎
- 音響制作：アーツプロ
- 選曲：合田豊
- 録音スタジオ：タバック
- 編集：森田編集室
- ビデオ編集：スタジオ・トゥインクルランド
- 現像：イマジカ
- 撮影：高橋プロダクション
- プロデューサー：久保田稔、宇田川純男
- 制作担当：柳澤光子
- 制作進行：小口幸弘

## ドクターピノコの森の冒険
2005年12月17日公開の『ブラック・ジャック 二人の黒い医者』併映『ドクターピノコの森の冒険』にユニコ（声：手塚るみ子）が中核をなすキャラクターとして登場。

## 類似キャラクター
類似のキャラクターとして、本作以前に『ブルンガ1世』、以降に『青いブリンク』、手塚の没後に手塚プロとして鈴鹿市のマスコットキャラクター「ベルディ」等がある。

## 関連情報
ユニコは日本ビーチバレーボール連盟のイメージキャラクターに採用された。日本バレーボール協会は手塚プロダクションとコラボレーション事業を展開してきていた（バレーボール全日本のキャラクターなど）。